# Marco Landucci
Marco Landucci (né le 25 mars 1964 à Lucques en Toscane) est un joueur de football italien, qui évoluait au poste de gardien de but, avant d'ensuite devenir entraîneur.
Il travaille actuellement en tant qu'entraîneur adjoint de Massimiliano Allegri (et ce depuis sa période à Cagliari en 2008), à la Juventus depuis 2014.

## Biographie

### Vie personnelle
Il est le frère de Sabrina Landucci, ex-femme du cycliste italien Mario Cipollini. Le 3 février 2010, il devient le père d'une fille (sa troisième), Ginevra.

### Carrière de joueur
Pur produit du centre de formation de la Fiorentina, le grand club de sa région natale, il commence sa carrière professionnelle en 1981 lorsqu'il est prêté par son club à la modeste équipe de Viareggio.
Il est régulièrement prêté durant les saisons suivantes à des clubs de Serie C (période où il obtient notamment une montée en Serie B avec Parme, lors d'une saison 1983-1984 au cours de laquelle il encaisse seulement 14 buts en 34 matchs), avant de retourner définitivement à la Fiorentina lors de la saison 1986-1987.
L'entraîneur Eugenio Bersellini le fait jouer au poste de titulaire à la suite de la retraite de Paolo Conti. Il dispute 60 matchs de championnat lors des saisons 1986-87 et 1987-1988. 
À la suite de bonnes prestations, le sélectionneur de l'équipe nationale italienne Azeglio Vicini le convoque même en sélection en 1988, mais Landucci n'entrera jamais en jeu. Il est notamment sacré cette même année meilleur joueur de la Fiorentina de la saison, succédant à Roberto Baggio.
Lors de la Coupe UEFA 1989-90, il est titulaire pour la finale finalement perdue contre la Juventus. Lors de la saison suivante, en 1990-1991, il perd sa place de titulaire au profit de Gianmatteo Mareggini.
Durant l'été 1991, la Fiorentina le cède à Lucchese en Serie B. Après une saison de titulaire, il retourne en première division avec le club nouvellement promu de Brescia, avec qui il dispute deux saisons (la première en Serie A et la seconde en Serie B avec qui il remporte la Coupe anglo-italienne) en concurrence avec Nello Cusin.
En 1994, il rejoint la Serie C et les Campaniens de l'US Avellino qu'il fait remonter en seconde division grâce à ses parades décisives réalisées aux tirs au but lors de la finale de playoff contre Gualdo.
À l'été 1995, il est recruté par l'Inter en tant que second gardien derrière Gianluca Pagliuca (il ne joue aucun match durant cette saison), avant de passer rapidement l'année suivante à Venise, puis à l'Hellas Vérone. En 1997, il retourne dans un club qu'il connaît déjà, Lucchese, toujours en tant que second gardien.
Il est prêté en 1998 pour ce qui sera son dernier challenge, Cuoiopelli (avec qui il joue 12 matchs), puis retourne à Lucchese et ne jouera plus aucune rencontre. Il prend finalement sa retraite de joueur en 2001.
Durant sa carrière, il est un des rares gardiens de buts pouvant se vanter d'avoir arrêté un penalty de Diego Maradona, Roberto Baggio et Careca.

### Carrière d'entraîneur
Après avoir mis fin à sa carrière de joueur, Landucci ne quitte pas pour autant le monde du football, puisqu'il entame une carrière d'entraîneur. Grâce à Pantaleo Corvino, le responsable du centre de formation de son club des débuts, la Fiorentina, il entre en 2005 au club en tant qu'entraîneur des gardiens des équipes de jeunes (Primavera).
L'année suivante, il rejoint Grosseto où il entraîne les gardiens de buts de l'équipe A (qui rejoint la Serie B pour la première fois de son histoire à l'issue de la saison 2006-2007), et ce jusqu'en 2008, étant alors repéré pour ses qualités par l'entraîneur de l'effectif, Massimiliano Allegri.
En juin 2008, il suit Allegri et devient son entraîneur assistant lorsque ce dernier part pour le club de Cagliari.
En 2010, il part pour le Milan, où il reste l'entraîneur des gardiens durant quatre ans, avant de suivre à nouveau Allegri en tant qu'adjoint lorsqu'il est nommé nouvel entraîneur de la Juve le 16 juillet 2014.

## Palmarès
| Parme AC - Championnat d'Italie D3 (1) : - Champion : 1985-86. |  | AC Fiorentina - Coupe UEFA : - Finaliste : 1989-90. |